# Dmitri Petrov
Dmitri Petrov (Rusia, 4 de enero de 1982) es un atleta ruso especializado en la prueba de 4x400 m, en la que consiguió ser medallista de bronce mundial en pista cubierta en 2006.

## Carrera deportiva
En el Campeonato Mundial de Atletismo en Pista Cubierta de 2006 ganó la medalla de bronce en los relevos de 4x400 metros, llegando a meta en un tiempo de 3:06.91 segundos, tras Estados Unidos (oro) y Polonia (plata).